# Goleam Vărbovnik, Kiustendil
Goleam Vărbovnik (în bulgară Голям Върбовник) este un sat în comuna Bobov Dol, regiunea Kiustendil,  Bulgaria. 

## Demografie
Componența etnică a satului Goleam Vărbovnik
     Bulgari (96,57%)
     Nicio identificare (1,14%)
     Altele (2,28%)
La recensământul din 2011, populația satului Goleam Vărbovnik era de 175 locuitori. Din punct de vedere etnic, majoritatea locuitorilor (96,57%) erau bulgari. Pentru 1,14% din locuitori nu este cunoscută apartenența etnică.